# Plagiochila abietina
Plagiochila abietina là một loài rêu tản trong họ Plagiochilaceae. Loài này được (Nees) Nees & Mont. miêu tả khoa học lần đầu tiên năm 1839.